# Systrar 1968
Systrar 1968 är en svensk miniserie i tre avsnitt som hade premiär i Sveriges Television 2018. Serien är skapad och skriven av Martina Bigert och Maria Thulin och regisserad av Kristina Humle.
Serien utspelar sig 1968 och följer den unga arbetarklassflickan Karin (Mikaela Knapp) som just slutfört sina studier vid journalisthögskolan i Stockholm och fått ett sommarvikariat i Ystad.

## Roller
- Mikaela Knapp – Karin
- Anna Åström – Ingela
- Maja Rung – Lottie
- Hannes Fohlin – Janne
- Sunjatha Conta – Mike
- Jens Hultén – George
- Livia Millhagen – Ulla
- Kim Sulocki – Gottfrid
- Henrik Norlén – Rune
- Lo Kauppi – Gertrude
- Sven Boräng – Håkan
- Camilla Larsson – Eva
- Jonathan Silén – Albin
- Niki Gunke Stangertz – Laila, Albins fru
- Inez Nyman-Bah – Lily
- Martina Hemingsson – Ellinor
- Katarina Lundgren-Hugg – Maud
- Johan Holmberg – Johan
- Cecilia Lindqvist - Föreläsare